# Estación Jacaré
La Estación Jacaré es una de las estaciones del Sistema de Trenes Urbanos de João Pessoa, situada en Cabedelo, entre la Estación Renascer y la Estación Poço.
Fue inaugurada en 1889 y atiende a todo el barrio de Jacaré.